# 台灣播出之日劇列表 (2010年)
台灣播出之日劇列表為在2010年台灣播映過之日本戲劇
| 日期     | 劇名             | 日本電視台 | 台灣電視台 | 主要演員                             | 網站                        |
| 1月11日  | 家有花樣男子X6   | CX         | 緯來日本台 | 堀北真希                             | 網頁 （页面存档备份，存于） |
| 1月11日  | 交換戀人         | TBS        | 緯來日本台 | 玉木宏                               | 網頁 （页面存档备份，存于） |
| 1月16日  | 我要當爸媽的天使 | NTV        | 緯來日本台 | 瀧澤秀明                             | 網頁 （页面存档备份，存于） |
| 1月25日  | 腦科學先生       | TBS        | 緯來日本台 | 木村拓哉                             | 網頁 （页面存档备份，存于） |
| 1月30日  | 東京大空襲       | NTV        | 緯來日本台 | 堀北真希                             | 網頁 （页面存档备份，存于） |
| 2月5日   | 女僕刑事         | EX         | 緯來日本台 | 福田沙紀                             | 網頁 （页面存档备份，存于） |
| 2月8日   | 戀上吸血鬼       | KTV        | 緯來日本台 | 中山優馬                             | 網頁 （页面存档备份，存于） |
| 03月2日  | 櫻子             | NHK        | 緯來日本台 | 宮崎葵                               | 網頁 （页面存档备份，存于） |
| 03月18日 | 一代刑事         | EX         | 緯來日本台 | 渡邊謙                               | 網頁 （页面存档备份，存于） |
| 03月25日 | 課長島耕作       | NTV        | 緯來日本台 | 高橋克典                             | 網頁 （页面存档备份，存于） |
| 4月14日  | 華麗大間諜       | NTV        | 緯來日本台 | 長瀨智也                             | 網頁 （页面存档备份，存于） |
| 4月29日  | 仁醫             | TBS        | 緯來日本台 | 大澤隆夫                             | 網頁 （页面存档备份，存于） |
| 05月13日 | 白色榮光         | KTV        | 緯來日本台 | 伊藤淳史                             | 網頁 （页面存档备份，存于） |
| 05月17日 | 莎拉公主         | TBS        | 緯來日本台 | 志田未來                             | 網頁 （页面存档备份，存于） |
| 05月28日 | 急診室女醫生2    | CX         | 緯來日本台 | 松嶋菜菜子                           | 網頁 （页面存档备份，存于） |
| 06月1日  | 單身女萬歲       | TBS        | 緯來日本台 | 觀月亞里莎                           | 網頁 （页面存档备份，存于） |
| 06月9日  | 婦產科女醫       | NTV        | 緯來日本台 | 藤原紀香                             | 網頁 （页面存档备份，存于） |
| 06月15日 | 時尚女王         | KTV        | 緯來日本台 | 香里奈                               | 網頁（页面存档备份，存于）  |
| 06月22日 | 極道幫幫忙       | CX         | 緯來日本台 | 草彅剛                               | 網頁 （页面存档备份，存于） |
| 06月30日 | 零秒出手         | CX         | 緯來日本台 | 山下智久                             | 網頁 （页面存档备份，存于） |
| 7月7日   | 粉紅系男孩       | CX         | 緯來日本台 | 岡田將生                             | 網頁 （页面存档备份，存于） |
| 7月15日  | 東京DOGS         | CX         | 緯來日本台 | 小栗旬                               | 網頁 （页面存档备份，存于） |
| 7月23日  | 草食系高校武士   | NTV        | 緯來日本台 | 三浦春馬                             | 網頁 （页面存档备份，存于） |
| 7月29日  | 詐欺遊戲2        | CX         | 緯來日本台 | 戶田惠梨香、松田翔太                 | 網頁 （页面存档备份，存于） |
| 8月5日   | 天才駭客F2       | TBS        | 緯來日本台 | 三浦春馬                             | 網頁 （页面存档备份，存于） |
| 8月13日  | 空中急診英雄2    | CX         | 緯來日本台 | 山下智久                             | 網頁 （页面存档备份，存于） |
| 8月14日  | 魚干女又怎樣2      | NTV        | 緯來日本台 | 綾瀨遙                               | 網頁 （页面存档备份，存于） |
| 8月31日  | 女人不妥協       | NTV        | 緯來日本台 | 菅野美穗                             | 網頁 （页面存档备份，存于） |
| 9月1日   | 旅館之嫁         | NHK        | 緯來日本台 | 比嘉愛未                             | 網頁 （页面存档备份，存于） |
| 9月28日  | VOICE法醫現場    | CX         | 緯來日本台 | 瑛 太                                | 網頁 （页面存档备份，存于） |
| 10月13日 | 同窗會           | EX         | 緯來日本台 | 黑木瞳、高橋克典、齊藤由貴、三上博史 | 網頁 （页面存档备份，存于） |
| 10月26日 | 2個媽媽          | NTV        | 緯來日本台 | 松雪泰子                             | 網頁 （页面存档备份，存于） |
| 11月15日 | 龍馬傳           | NHK        | 緯來日本台 | 福山雅治                             | 網頁（页面存档备份，存于）  |
| 11月20日 | 醫龍3            | CX         | 緯來日本台 | 坂口憲二                             | 網頁 （页面存档备份，存于） |
| 11月24日 | 新參者警察       | TBS        | 緯來日本台 | 阿部寬                               | 網頁 （页面存档备份，存于） |
| 12月8日  | 決定不哭的日子   | CX         | 緯來日本台 | 榮倉奈奈                             | 網頁 （页面存档备份，存于） |
| 12月22日 | 推特男女         | CX         | 緯來日本台 | 瑛 太                                | 網頁 （页面存档备份，存于） |